# متریک رایسنر-نوردشتروم
متریک رایسنر-نوردشتروم (به انگلیسی: Reissner–Nordström metric) یک پاسخ ایستا برای معادلات میدان اینشتین است که با میدان گرانشی یک جسم غیرچرخنده باردار متقارن کروی متناظر است. این متریک توسط هانس رایسنر و گونار نوردشتروم کشف شد.

## متریک
در مختصات کروی (t, r, θ, φ)، عنصر خط برای متریک ریسنر-نوردشتروم به صورت زیر است :
{\displaystyle ds^{2}=\left(1-{\frac {r_{\mathrm {S} }}{r}}+{\frac {r_{Q}^{2}}{r^{2}}}\right)c^{2}\,dt^{2}-{\frac {1}{1-r_{\mathrm {S} }/r+r_{Q}^{2}/r^{2}}}\,dr^{2}-r^{2}\,d\theta ^{2}-r^{2}\sin ^{2}\theta \,d\phi ^{2},}
که در آن c برابر با سرعت نور، t مختصات زمان (که با یک ساعت در حال سکون در بی‌نهایت اندازه‌گیری می‌شود)، r مختصات شعاعی، rS = 2GM/c2 شعاع شوارتزشیلد جسم و rQ یک مقیاس طولی ویژگی است که از رابطه زیر به دست می‌آید:
{\displaystyle r_{Q}^{2}={\frac {Q^{2}G}{4\pi \varepsilon _{0}c^{4}}}.}
در اینجا 1/4πε0 ثابت نیروی کولنی است.
در نقطه حدی که بار Q (یا معادل طول-مقیاس آن rQ) به سمت صفر میل می‌کند، به شعاع شوارتزشیلد باز می‌گردیم. در نقطه حدی که نسبت rS/r به صفر میل می‌کند نیز به مکانیک نیوتنی برمی گردیم. در نقاط حدی که هردوی rQ/r و rS/r به صفر میل کنند، متریک به متریک مینکوفسکی نسبیت خاص تبدیل می‌شود.
در عمل، نسبت rS/r اغلب بسیار کوچک است. مثلاً شعاع شوارتزشیلد زمین تقریباً ۹ میلی‌متر است در حالیکه یک ماهواره در یک مدار زمین‌هم‌زمان شعاع شوارتزشیلدی در حدود چهار میلیارد بار بزرگتر یعنی ۴۲٬۱۶۴ کیلومتر دارد. حتی در سطح زمین اصلاحات لازم در گرانش نیوتنی یک بخش در میلیارد هستند.این نسبت تنها در نزدیکی سیاهچاله‌ها و سایر اجسام فوق فشرده مانند ستاره‌های نوترونی بزرگ می‌شود. 